# Fojo Lobal
Fojo Lobal é uma povoação portuguesa do Município de Ponte de Lima que foi sede da Freguesia de Fojo Lobal, freguesia que tinha 3,10 km² de área e 280 habitantes (2011), tendo, por isso, uma densidade populacional de 90,3 hab./km². 
Pela última reorganização administrativa do território das freguesias, de acordo com a Lei n.º 11-A/2013 de 28 de Janeiro, a Freguesia de Fojo Lobal juntamente com a Freguesia de Cabaços passou a constituir a Freguesia de Cabaços e Fojo Lobal com sede em Cabaços.

## População
| Da freguesia | Da freguesia | Da freguesia | Da freguesia | Da freguesia | Da freguesia | Da freguesia | Da freguesia | Da freguesia | Da freguesia | Da freguesia | Da freguesia | Da freguesia | Da freguesia | Da freguesia |
| ------------ | ------------ | ------------ | ------------ | ------------ | ------------ | ------------ | ------------ | ------------ | ------------ | ------------ | ------------ | ------------ | ------------ | ------------ |
| 1864         | 1878         | 1890         | 1900         | 1911         | 1920         | 1930         | 1940         | 1950         | 1960         | 1970         | 1981         | 1991         | 2001         | 2011         |
| 284          | 269          | 244          | 233          | 269          | 279          | 276          | 351          | 342          | 355          | 326          | 362          | 309          | 302          | 280          |

| Distribuição por grupos etários | Distribuição por grupos etários | Distribuição por grupos etários | Distribuição por grupos etários | Distribuição por grupos etários | Distribuição por grupos etários | Distribuição por grupos etários | Distribuição por grupos etários | Distribuição por grupos etários | Distribuição por grupos etários |
| ------------------------------- | ------------------------------- | ------------------------------- | ------------------------------- | ------------------------------- | ------------------------------- | ------------------------------- | ------------------------------- | ------------------------------- | ------------------------------- |
| Ano                             | 0-14 Anos                       | 15-24 Anos                      | 25-64 Anos                      | > 65 Anos                       |                                 | 0-14 Anos                       | 15-24 Anos                      | 25-64 Anos                      | > 65 Anos                       |
| 2001                            | 69                              | 49                              | 147                             | 37                              |                                 | 22,8%                           | 16,2%                           | 48,7%                           | 12,3%                           |
| 2011                            | 59                              | 28                              | 142                             | 51                              |                                 | 21,1%                           | 10,0%                           | 50,7%                           | 18,2%                           |